# Jakovasaurs
«Jakovasaurs» («Jakovasaurios» en Hispanoamérica y «Jacovasaurio» en España) es el cuarto capítulo de la tercera temporada de South Park. Fue emitido originalmente el 16 de junio de 1999.
Mientras los chicos acampan en el bosque, Cartman descubre una criatura en extinción. Al principio todos en la ciudad se alegran de haberlos salvado, pero luego se dan cuenta de que son muy molestos.

## Argumento
Stan, Kyle, Kenny y Cartman están acampando en el bosque, cuando Cartman se levanta para ir a su casa porque tiene que ir al baño. Los demás chicos le dicen que están en el bosque y que no hay necesidad de ir  casa porque en el bosque puede ir al baño en cualquier lugar. Cartman se adentra en el bosque y descubre una extraña criatura entre los arbusto y llama a los chicos para perseguirla. La siguen acompañados por el tío de Stan, Jimbo, y por su compañero Ned. La criatura cae en una trampa y Ned está a punto de matarla pero Cartman no deja porque la extraña criatura le gusta.
Exponen la criatura al público cuando llegan unos trabajadores del departamento del interior que al ver la criatura de inmediato se dan cuenta de que es un Jakovasaurio, una criatura extinta. Planean usar el ADN de Esperanza(En el pueblo le ponen Joon-Joon), que es el nombre de la Jakovasauria, para devolverle la vida a todos los Jakovasaurios extintos.
A la noche siguiente otro Jakovasaurio sale del lago tieso, se encuentra con la mochila de Cartman y ve en ella la dirección de su casa y va hacia allá. Ya en casa de Cartman el Jakovasaurio le pide ayuda a este para encontrar a Jun-Jun. Cartman llama a Stan, Kyle y Kenny para que todos ayuden a llevar al Jakov al rancho donde tienen a Joon-Joon.
Se decide que a los Jakovasaurios se les de su propio hogar con la esperanza de que se reproduzcan. Sin embargo, surgen problemas cuando se determina que tanto Jakov como Joon-Joon carecen de genitales. Por tanto, el doctor Mephisto insemina artificialmente a Joon-Joon, y después de un período de gestación de solo cuatro días, Joon-Joon da a luz a una camada entera de bebés Jakovasaurios. Se determina rápidamente que los Jakovasaurios son una molesta interrupción para la vida cotidiana de la gente de South Park. Los representantes del departamento del interior enviados para ayudar a repoblar las especies de Jakovasaurios deciden abandonar sus funciones debido a lo molestos que son los Jakovasaurios. Convierten a Cartman en una «Miembro honorario del Departamento del Interior», diciéndole que tiene autoridad y que la gente debe respetarla. El episodio comienza a describir algunos de los problemas relacionados con la inmigración ilegal.
Hartos de los Jakovasaurios, la gente del pueblo los convence de mudarse a Memphis, donde encajarán, ya que todas las personas allí son "grandes,inoportunas y estúpidas". Cuando Cartman se entera del plan, convence a los Jakovasaurios de que se queden en South Park. Luego, la gente del pueblo crea una forma diferente de deshacerse de los Jakovasaurios para siempre al organizar un programa de juegos en el que Jakov jugará contra el oficial Barbrady para que Jakov gane un viaje a Francia con "50 de sus parientes más cercanos". Debido a que Jakov es tan estúpido, Barbrady realmente gana, pero todos quieren que los Jakovasaurios se vayan, por lo que de todos modos declaran ganador a Jakov. Stan, Kyle y Kenny intentan distraer a Cartman del programa de juegos para que no se de cuenta de que está arreglado y lo llevan a clasificar una «nueva especie de antílope» que encontraron en el bosque (que en realidad es Kenny con ramas pegadas a la cabeza). Cartman se da cuenta del truco y descubre que el juego está manipulado, lo que lo lleva a apresurarse a advertir a Jakov.
Cartman llega demasiado tarde y llega al aeropuerto justo cuando el avión que transporta a Jakov y su familia se desplaza por la pista y despega. La gente del pueblo se acerca a Cartman y le dicen que aprendieron que no vale la pena salvar todas las formas de vida, y que es mejor dejar que la naturaleza siga su curso. Durante esto, Ned entra y se expresa  con una caja de voz que captura con precisión su voz original solo para que él y Jimbo concluyan que dicha caja de voz apesta.
El episodio termina mostrando a los Jakovasaurios de gira en París, buscando las pirámides, cuando Jakov tropieza y se estrella en un café lleno de franceses. En lugar de molestarse, los franceses se ríen y comentan cómo les recuerda a Jerry Lewis.

## Muerte de Kenny
Cuando está disfrazado de antílope distrayendo a Cartman es atacado por un oso pardo.

## Personajes
- Stan Marsh
- Kyle Broflovski
- Eric Cartman
- Kenny McCormick
- Sr. Mackey
- Randy Marsh
- Gerald Broflovski
- Sheila Broflovski
- Alcaldesa McDaniels
- Liane Cartman
- Jimbo Kern
- Ned Gerblansky
- Dr. Alphonse Mephesto y Kevin
- Chef
- Agentes del Departamento del Interior